# Legio VII Claudia
A Legio VII Claudia (legio septima Claudia, Claudius VII. légiója) egy római légió volt, amely Gallia, Dalmatia és Moesia Superior provinciákban állomásozott. Mint Caesar szinte valamennyi légiója esetében, jelvénye a bika volt (néha oroszlán).

## Története
A 7. légió (a 8., 9. és 10.-kel együtt) a legrégebbi állandó római légiók közé tartozott, i.e. 58-ban már részt vett Julius Caesar galliai hadjáratában. A hadvezér külön megemlítette a nerviusok ellen vívott sabisi csata kapcsán, majd Crassus vezetése alatt Nyugat-Galliába küldte. I.e. 56-ban harcolt a bretagne-i venétek ellen, a következő két évben pedig részt vett Caesar britanniai partraszállásaiban. A Vercingetorix elleni hadjáratban 52-ben Lutetiánál harcolt, jelen volt Alesia ostrománál, majd 51-ben a bellovacusok maradék ellenállását verte le.
A Caesar és Pompeius közötti polgárháború során i.e. 49 nyarán harcolt Hispániában az ilerdai csatában. A következő tavaszon a nyugat-balkáni Dyrrachiumban találjuk, majd ott volt az augusztus 9-én vívott pharzaloszi csatában. A katonák ezután visszatértek Itáliába, hogy veteránként leszereljék őket, de már 46-ban ismét fegyverbe szólították őket és részt vettek Caesar africai hadjáratában. A következő évben Capua és Luca mellett földet osztottak nekik.
I.e. 44-ben Caesart meggyilkolták, a veteránok pedig Octavianus oldalára álltak, aki az év őszén újjáalkotta a légiót. Ekkor kapta a Paterna (régi, ősi) melléknevet. I.e. 43-ban Mutinánál, 42-ben pedig Philippinél harcolt, majd Octavianus kíséretében visszatért Itáliába, ahol a következő évben katonái részt vettek Perugia ostromában.
A légió veteránjai 36-ban földet kaptak Dél-Galliában (Septimania). Az egység valószínűleg szerepet kapott Octavianus Sextus Pompeius elleni háborújában és a Marcus Antoniussal vívott actiumi csatában, i.e. 31-ben.
Miután Octavianus császár lett, a 7. légió feltehetően a kisázsiai Galatiában vagy a Balkánon állomásozott. Néha Macedonica melléknévvel említik, de lehet hogy ezt a philippi csata után nyerte el. Az i.sz 6-9-es pannóniai felkelés során áthelyezték a dalmatiai Tiluriumba, ahol a 11. légióval közösen felügyelte a rendet.
I. sz. 42-ben a provincia helytartója, Lucius Arruntius Camillus Scribonianus fellázadt Claudius császár ellen, a két légió azonban hű maradt a császárhoz és gyorsan leverték a felkelést. A 7. és a 11. légió ekkor kapta a Claudia Pia Fidelis (lojális és hűséges Claudiushoz) melléknevet.
I.sz 58-ban a Duna középső folyását ellenőrző IV Scythica légiót átirányították Corbulo keleti hadjáratába, a helyét pedig a VII Claudia vette át. Erődje feltehetően a mai Belgrádtól keletre eső Viminaciumban volt.
A Nero császár 68-as halálát követő polgárháborúban a légió előbb Otho pártjára állt. Állományának nagy részét Itáliába küldték, de túl későn érkezett a Vitellius hadaival vívott cremonai ütközethez, amelyet Otho elvesztett. Vitellius büntetés nélkül visszaküldte őket a Dunához. A légió ezután az újabb trónkövetelő Vespasianust támogatta és annak parancsa ellenére ismét Itáliába vonult és a második cremonai csatában már győzelmet aratott.
A 2. században a légió továbbra is Viminaciumban tartózkodott. Lehetséges hogy táborát 86 után egy rövid ideig megosztotta a  IV Flavia Felix-szel. Ebben az évben a dákok átkeltek a Dunán és legyőzték a Moesia provinciát védő légiókat. 88-ban Tettius kilenc légióval (közte a VII Claudiával) behatolt Daciába és Tapaenál legyőzte Decebalus királyt. A győzelmet azonban nem tudták kiaknázni, mert Germania Superior helytartója, Lucius Antonius Saturninus 89-ben fellázadt.
101-ben Traianus császár ismét a dákok ellen vonult és a VII Claudia a háború egyik legfontosabb egységének bizonyult. Erődje szolgált a háború második évének kiindulási bázisául. A dákok fölött 106-ban arattak végső győzelmet.

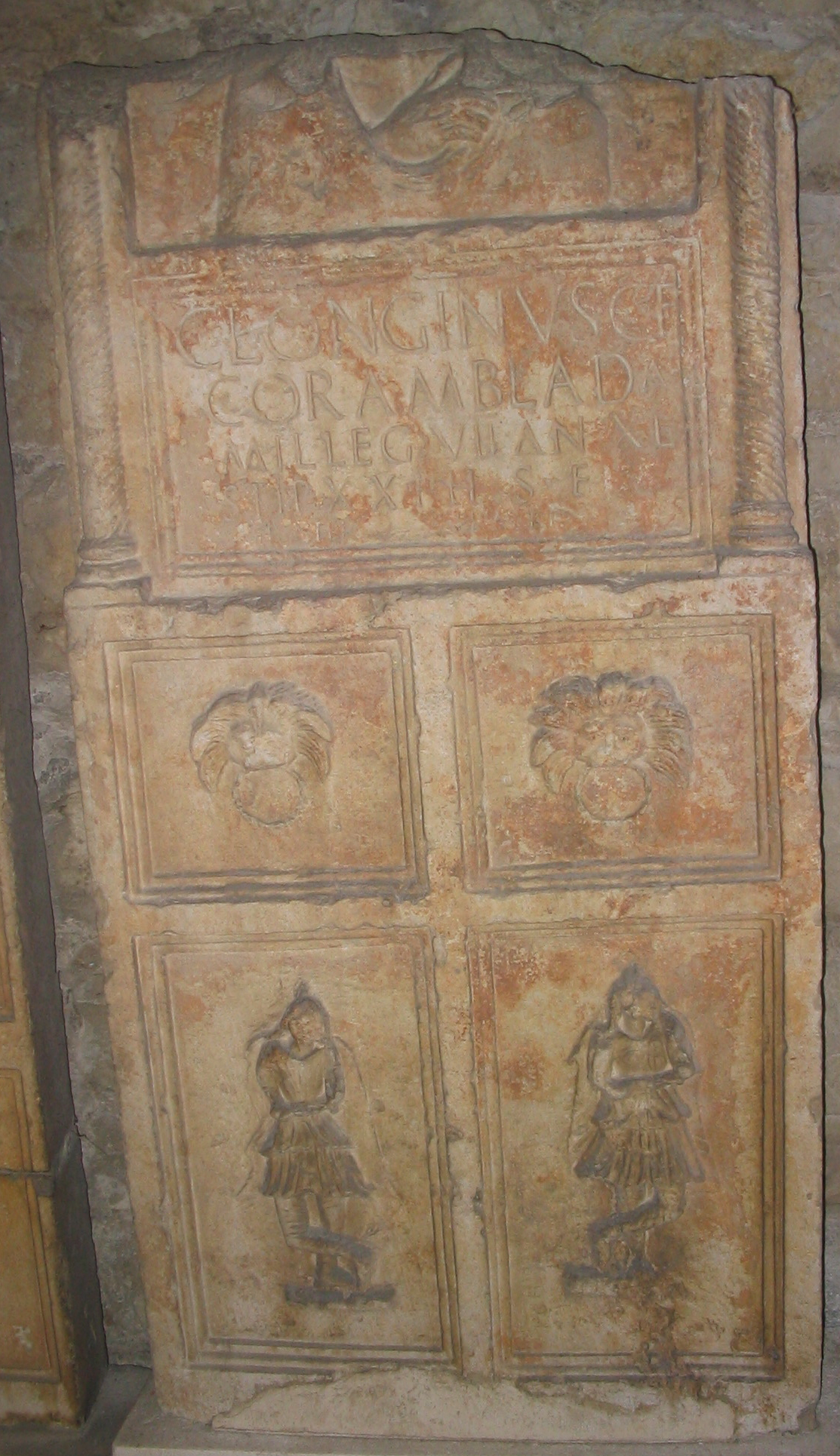
A 7. légió katonájának, Caius Longinusnak sírköve Split múzeumában

116-ban egy Lukuász nevű próféta felbujtására a keleti provinciák zsidó diaszpórája fellázadt (Kitosz háború). Traianus a 7. légió Ciprusra küldte, ahol azok helyreállították a rendet (lehetséges hogy előtte részt vett a császár pártus háborújában Mezopotámiában).
A 160-as években a VII Claudia ismét keleten harcolt Lucius Verus pártus háborújában, majd a győzelem után a társcsászár Marcus Aurelius északi, markomannok elleni hadjáratához csoportosították át. A harcok mellett járványok is tizedelték a római hadsereget, pl. 169-ben a szokásos újoncmennyiség kétszeresére volt szükség a 7. légió feltöltéséhez. Marcus Aurelius halála után utódja, Commodus békét kötött a germánokkal és a régió sokáig békés maradt.
193-ban császárrá kiáltották ki Pannonia Superior helytartóját, Lucius Septimius Severust, a VII Claudia pedig azonnal a pártjára állt. Az egység feltehetően elkísérte őt Itáliába, ahol legyőzték a szenátus által elismert császárt, Didius Julianust. Ezután a keleten feltűnt trónkövetelő, Pescennius Niger elleni harcokban is részt vettek.
Septimius Severus és utódai (Caracalla, Severus Alexander, III. Gordianus) számos alkalommal harcoltak keleten a pártusok, majd a Szászánida Birodalom ellen. A feliratok tanúsága szerint a hadjáratokban a VII Claudia is részt vett, de a pontos időszakot nem lehet azonosítani.
248-ban Viminaciumban fellázadt Tiberius Claudius Marinus Pacatianus; nem ismert hogy a légió támogatta vagy harcolt ellene. 269-ben azok között az egységek között volt, amelyek vereséget mértek a vizigótokra.
A Gallienus és Postumus közötti konfliktusban a légió az előbbit pártolta, ekkor kapta tőle a Pia VI Fidelis VI (hatszorosan lojális és hatszorosan hűséges) és Pia VII Fidelis VII mellékneveket.
A feliratok tanúsága szerint 273-ban a légió egyik alegysége négy másik egységével együtt a mai Jordániában építettek utat, de maga a VII Claudia továbbra is a Duna vonalát őrizte, egészen a negyedik század végéig.